# Christian Schmitt (Organist)
Christian Schmitt (* 1976 in Erbringen, Saar) ist ein deutscher Konzertorganist.

## Leben
Nach einem Kirchenmusikstudium an der Hochschule für Musik Saar, welches er 2001 mit dem Kirchenmusikdiplom, 2002 mit der Konzertreife für Orgel (Prädikat: „mit Auszeichnung“) sowie 2003 mit dem A-Examen für Kirchenmusik abschloss, setzte er seine Studien am Boston Conservatory (USA) bei James David Christie fort und erwarb 2003 das Artist Diploma. In der Folge studierte er an der Hochschule für Musik und Darstellende Kunst Frankfurt am Main in der Solistenklasse bei Daniel Roth und schloss 2007 sein Studium mit dem Solistenexamen ab. In diesem Studium spezialisierte Schmitt sich auf das romantische und zeitgenössische Repertoire. In Meisterkursen und Privatunterricht bildete er sich unter anderem bei Dame Gillian Weir sowie Margaret Phillips in London, Almut Rößler in Düsseldorf, Lionel Rogg in Genf, Franz Lehrndorfer in München und Zsigmond Szathmáry in Freiburg weiter. Begleitend belegte er Studiengänge für Katholische Theologie und Musikwissenschaften an der Universität des Saarlandes.
Schmitt konzertierte u. a. im Kultur- und Kongresszentrum Luzern, Tonhalle Zürich, Berliner Konzerthaus, Berliner Philharmonie, in der Elbphilharmonie Hamburg, im Wiener Konzerthaus, im Wiener Musikverein, in der Walt Disney Concert Hall in Los Angeles, in der Suntory Hall in Tokio, im Auditorio National in Madrid und im Leipziger Gewandhaus. In der Spielzeit 2009/10 gab er sein Debüt in der Kölner Philharmonie und spielte auf Einladung der Stiftung Berliner Philharmoniker das Abschlusskonzert der Orgelreihe im Großen Saal der Berliner Philharmonie sowie 2012 bei den Salzburger Festspielen.
Er trat gemeinsam mit Juliane Banse, Sibylla Rubens, Michael Volle, Andreas Schmidt, Matthias Höfs, Reinhold Friedrich, Martin Grubinger, Michael Gielen, Wen-Sinn Yang, Marek Janowski, Sir Roger Norrington und Christoph Poppen auf. 2013 folgte der erste solistische Auftritt mit den Berliner Philharmonikern unter ihrem Chefdirigenten Sir Simon Rattle. Im November 2018 war er Solist mit der Staatskapelle Berlin ebenfalls unter Sir Simon Rattle, 2019 unter ihrem Chefdirigenten Daniel Barenboim.
Bei den Bamberger Symphonikern war er solistisch unter Manfred Honeck, Giovanni Antonini und Thomas Dausgaard zu hören.
Seit 2014 ist Schmitt Principal Organist der Bamberger Symphoniker und künstlerischer Leiter der dortigen Orgelreihe. In der Saison 2016/17 musizierte er außerdem erstmals mit Kent Nagano in der Hamburger Elbphilharmonie, im Maison Symphonique Montréal sowie im Leipziger Gewandhaus unter Kristjan Järvi. Im April 2017 spielte Christian Schmitt die Uraufführung des Orgelkonzerts von Toshio Hosokawa in der Kölner Philharmonie, gemeinsam mit den Bamberger Symphonikern und ihrem neuen Chefdirigenten Jakub Hrůša.
Schmitt spielte unter anderem Uraufführungen von Werken von Guy Bovet (Auftragswerk des Luzern-Festivals 2004), Theo Brandmüller (Breitkopf, UA für die Bundesauswahl Konzerte junger Künstler 2002), Friedrich Cerha (attacca-Reihe des SWR), Toshio Hosokawa (Schott, UA und Preis für Neue Musik in Tokio 2000), Martin Herchenröder (Konzerthaus Berlin 2012), Werner Jacob (EA in der Meistersingerhalle Nürnberg), Matthias Pintscher (attacca-Reihe des SWR), Daniel Roth (Auftragswerk der Bamberger Symphoniker 2018 und in der Philharmonie Essen 2008), Iannis Xenakis (EA mit den Luxemburger Philharmonikern), Isang Yun (Bode) sowie Frank Zabel.
Neben seiner Lehrtätigkeit (2007–2016) an der Hochschule für Musik Saar hatte Schmitt Gastdozenturen an den Musikhochschulen in Oslo, Mexiko, Moskau, Seoul, Taschkent, Cremona, Ljubljana, Boston sowie in Bogota. Er gab Kurse unter anderem an der Londoner Royal Academy of Music und unterrichtete im Sommersemester 2011 im Rahmen einer Vertretungsprofessur die Klasse von Jürgen Essl an der Musikhochschule Stuttgart. Seit September 2021 unterrichtet Christian Schmitt als Professor für künstlerisches Orgelspiel, als Nachfolger von Ben van Oosten, an der Codarts Universität Rotterdam.
Er ist Mitglied der Jurys der Studienstiftung des Deutschen Volkes, des Bachwettbewerbs Wiesbaden, des Bundeswettbewerbs Jugend musiziert, des Wettbewerbs beim Orgelfestival „Soli Deo Gloria“ in Moskau sowie des Deutschen Musikwettbewerbs. Von 2010 bis 2012 arbeitete Christian Schmitt, gemeinsam mit Martin Haselböck, als Sachverständiger für die Orgelrenovierung mit der Stiftung Berliner Philharmoniker zusammen. Seit 2016 ist er außerdem als Orgelsachverständiger für die neue Orgel der Tonhalle Zürich tätig. Schmitt ist darüber hinaus Vorsitzender der Orgelkommission für die Orgel im Neubau des Konzerthauses Nürnberg und der Orgelbaukommission am Konzertsaal des Janáček-Kulturzentrums in Brünn. Dort arbeitet er mit dem Akustikexperten Yasuhisa Toyota zusammen.

## Auszeichnungen
Schmitt war Stipendiat der Studienstiftung des Deutschen Volkes, des Gerd-Bucerius-Stipendiums der Zeit-Stiftung, des Boston Conservatory, der Märkischen Kulturkonferenz und der Deutschen Stiftung Musikleben. Er war Preisträger bei Orgel- und Musikwettbewerben in Atlanta, Brügge, Calgary, Philadelphia und Tokio. 2001 war er Preisträger des Deutschen Musikwettbewerbs. 2003 erhielt er als erster Organist den Solistenpreis der Europäischen Kulturstiftung „Pro Europa“.
- 2. Preis im 10. Internationalen Orgelwettbewerb „Dom zu Speyer“ (1997; erster Preis wurde nicht vergeben)
- 1. Preis beim 12. Internationalen Bachwettbewerb Wiesbaden (1999)
- 3. Preis beim Internationalen Orgelwettbewerb „Musica antiqua“ in Brügge (2000)
- Sonderpreis für Neue Musik beim 4. Internationalen Orgelwettbewerb in Tokio (2000)
- Publikumspreis beim 4. Internationalen Orgelwettbewerb in Tokio (2000)
- Preis des Deutschen Musikwettbewerbs in Berlin (2001)
- Solistenpreis der Europäischen Kulturstiftung „Pro Europa“ unter der Schirmherrschaft des Prinzen von Dänemark (2003)
- ECHO Klassik Konzerteinspielung des Jahres (Musik des 19. Jh.) für die Aufnahme der Widor-Orgelsinfonien opp. 42,3 und 69 (2013).[15]

## Diskografie
Schmitts Diskographie umfasst über 40 solistische CD-Aufnahmen sowie Rundfunkeinspielungen mit verschiedenen ARD-Rundfunkanstalten. Er spielte unter anderem die Orgelwerke Georg Friedrich Händels nach wissenschaftlichen Gesamtausgaben auf CD ein. Mit den Bamberger Symphonikern spielte er mehrere Werke Charles-Marie Widors für Orgel und Orchester ein. Mit dem Bayerischen Rundfunk und dem Label cpo bereitete er mit dem Herausgeber M. Belotti Gesamteinspielungen der Werke von Charles Koechlin, Charles-Marie Widor sowie Johann Pachelbel vor. Beim Label BIS erschienen Werke der Komponistin Sofia Gubaidulina und beim Label Ondine Kammermusik von Paul Hindemith. Für das Projekt Bach333 der Deutschen Grammophon spielte er 2017 an verschiedenen historischen Orgeln mehrere Werke von Johann Sebastian Bach ein.